# Dianella javanica
Dianella javanica là một loài thực vật có hoa trong họ Thích diệp thụ. Loài này được (Blume) Kunth miêu tả khoa học đầu tiên năm 1850.